# فن أن تكون دائما على صواب (كتاب)
فن أن تكون دائماً على صواب أو الجدل المرائي كتاب للفيلسوف الألماني أرتور شوبنهاور يشرح فيه نماذج الحجج والمغالطات التي يتم استخدامها عندما تتنازع الأطراف المتحاجة وضعاً معيناً. فقد يسعى كل طرف أو أحدهما إلى النيل من خصمه باعتماد مختلف الوسائل المتعلقة بالأقوال والأحداث. وتتفرع سبل التغليط إلى تلك التي تبنى على اللغة باستخدام حيل لغوية من قبيل إخفاء القصد واستغلاق العبارة واستعمال مقدمات كاذبة وطي بعضها، وغير ذلك من السبل الكفيلة، بجعل من يخاطب يمرر خطابه ويجعل من حجته مقبولة ظاهرياً. وقد ترجمه إلى اللغة العربية الأستاذ رضوان العصبة، وراجعه الدكتور حسان الباهي.
لسبل التغليط يستند على ما يبنى عليها اللغة وذلك عبر حيل لغوية كثيرة وذلك من قبل عمليات إخفاء الهدف وكذلك استخدام العبارة وأيضا العمل على استخدام المزيد من المقدمات الكاذبة واخفاء البعض منها، وهناك المزيد من السبل التي تكفل ذلك، وهذا يجعل من المخاطب يقوم بتمرير خطابه ويستخدم المزيد من الحجج المقبول على الظاهر.

## الحيل
1. الاتساع
2. الجناس
3. تعميم حجج نقيضة
4. اخفاء القصد
5. حجج كاذبة
6. المصادرة على ما ليس مبرهنا عليه
7. الحصول على التأييد بواسطة الاستجواب
8. اغضاب الخصم
9. طرح الاسئلة بترتيب مختلف
10. الاستفادة من تقيض الدعوى
11. تعميم ما يقوم على حالات خاصة
12. اختيار استعارات مناسبة
13. رد تقيض الدعوى
14. اعلان الفوز رغم الخسارة
15. استعمال حجج غير معقولة
16. الحجة على الذات
17. المقاومة بالمبالغة في التدقيق
18. مقاطعة وتغيير المجادلة
19. التعميم بدلا من مناقشة التفاصيل
20. استخراج النتائج
21. مقابلة فاسد الحجة بفاسد الحجة
22. المصادرة على المطلوب
23. اجبار الخصم على المقابلة
24. فن استخلاص نتائج كاذبة
25. الحجة الفرعية أو ايجاد استثناء
26. عكس الحجة على الخصم
27. الغضب ضعيف
28. اقناع الجمهور وليس الخصم
29. الحيد عن الموضوع
30. حجة السلطة
31. لست افهم شيئا مما تقوله
32. مبدا الجمع المهين
33. نظريا نعم، عمليا لا
34. زيادة الضغط
35. المصالح اقوى من العقل
36. ارباك الخصم بكلام محال
37. فاسد البرهنة علامة الخسران
38. الحجة على الشخص